# Normalhöhennull

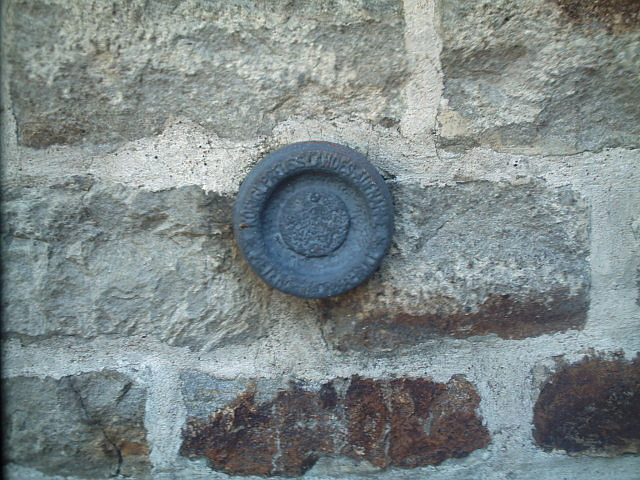
Nivellementpunkt an der Neuen St.-Alexander-Kirche in Wallenhorst

Das Normalhöhennull (NHN) ist die Bezeichnung der Bezugsfläche für die Angabe von Höhen über dem Meeresspiegel in Deutschland.
Es ist seit 1993 der Nachfolger des 1879 eingeführten Normalnull (NN).

## Definition
Höhen über NHN sind Normalhöhen.
Die Bezugsfläche wird durch die Festlegung der Höhe eines oder mehrerer Höhenfestpunkte realisiert. Beispielsweise diente der Punkt an der Neuen St.-Alexander-Kirche in Wallenhorst (Landkreis Osnabrück, Niedersachsen) als praktischer Bezugspunkt für das Deutsche Haupthöhennetz  DHHN85 und das DHHN92.
Die NHN-Fläche entspricht einem Quasigeoid, das durch den Nullpunkt des Normaal Amsterdams Peil verläuft. Sowohl Höhen im Deutschen Haupthöhennetz 1992 (DHHN92) als auch die aktuell gültigen Höhen im Deutschen Haupthöhennetz 2016 (DHHN2016) tragen als Kurzbezeichnung „Höhe über NHN“. Das NHN bezeichnet also nur das Höhenreferenzsystem, für die eindeutige Beschreibung einer Höhe muss auch der Bezugsrahmen (die Realisierung des Höhenreferenzsystems durch konkrete Messungen in einer bestimmten Mess-Epoche) angegeben werden, z. B. für die aktuell gültigen Höhen: „Höhe über NHN im DHHN2016“.
Die NHN-Höhen ersetzen in Deutschland die NN-Höhen (DHHN12) sowie die HN-Höhen (SNN56) der DDR.
Als NHN-Höhen werden ausschließlich Höhen in Deutschland bezeichnet. Unterschiede zu Höhen anderer Länder sind im Artikel Höhe über dem Meeresspiegel beschrieben.

## Umstellung auf Normalhöhennull

### NN-Höhen

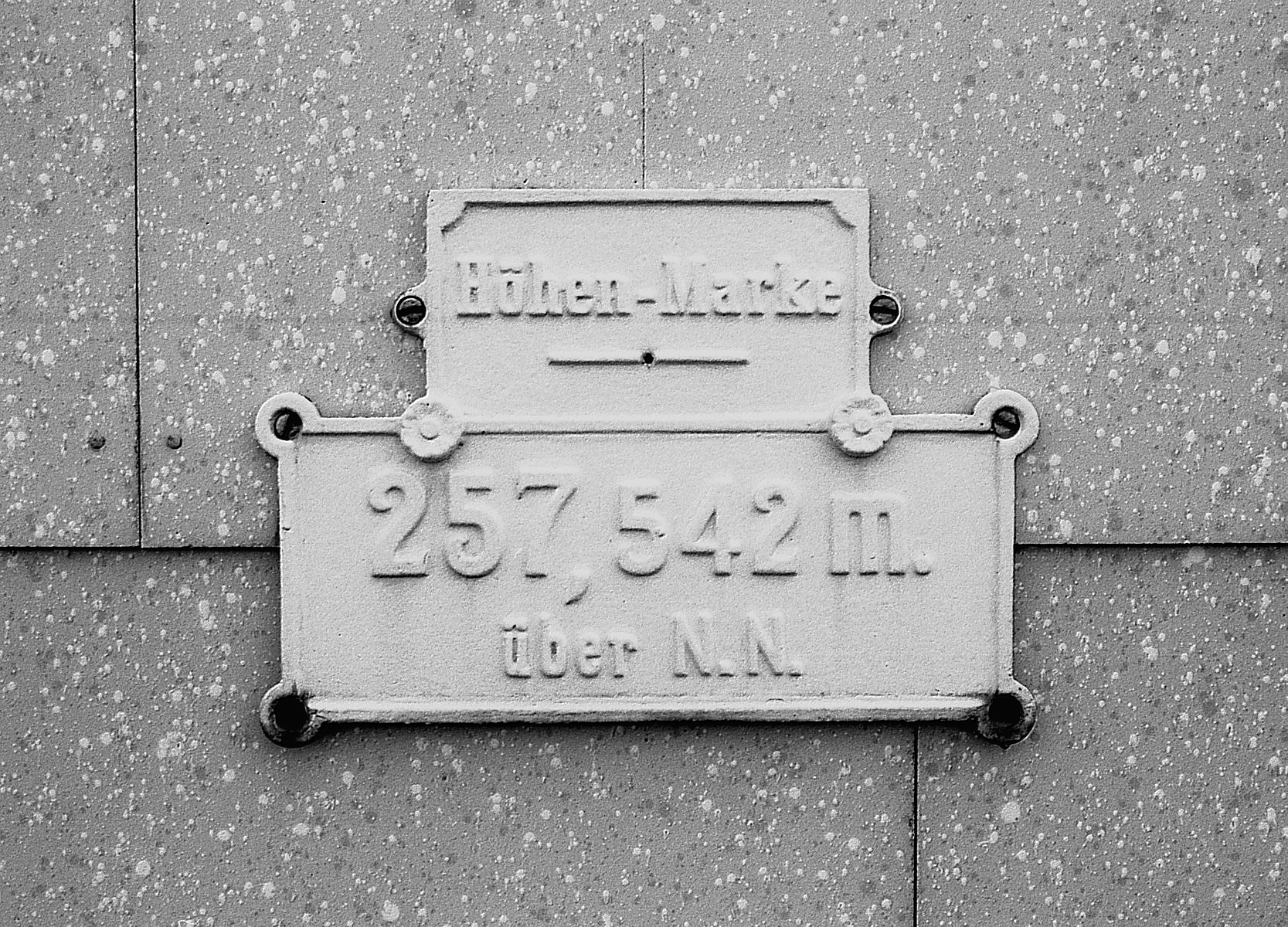
Höhen-Marke 257,542 m. über N.N. von 1911 am ehem. Bahnhof Reinsbronn (Württemberg)

Die Bezeichnung Normalnull (NN) wurde 1879 eingeführt, als bis dahin nebeneinander verwendete Höhenbezugspegel wie „Hamburger Null“, „Höhe über Swinemünde“, „Pegel zu Neufahrwasser“ durch einen einheitlichen Höhenbezug zuerst für Preußen und bald darauf für ganz Deutschland ersetzt wurden. Die NN-Höhen waren vom Niveau des Amsterdamer Pegels abgeleitet. Die Berechnung der ersten NN-Höhen (Höhen im „alten System“) erfolgte ohne jegliche Schwerekorrektur. Etwa ab 1912 wurden Höhen im sogenannten „neuen System“ (System 1912) berechnet, wobei für die Korrektur wegen des Erdschwerefeldes die tatsächliche Schwere durch ein Modell, die Normalschwere, angenähert wurde. Solche Höhen werden als normal-orthometrische Höhen bezeichnet. Auch die Höhen im Deutschen Haupthöhennetz 1985 (DHHN85), das aus der Neuvermessung der Höhen in der Bundesrepublik in den 1980er Jahren berechnet wurde, wurden als Höhen über NN bezeichnet. NN-Höhen können sich also auf verschiedene Höhenbezugsrahmen beziehen, zwischen denen mit mehreren Zentimetern Differenz gerechnet werden muss.

### HN-Höhen
Die Höhen in der DDR waren Normalhöhen, bezogen auf den Kronstädter Pegel. Die Höhen des Staatlichen Nivellementsnetzes 1956 (SNN56) wurden als Höhen über HN56, die Höhen des SNN76 als Höhen über HN76 bezeichnet. Mitunter wurde aber auch nur die Bezeichnung HN (Höhennull) ohne Spezifizierung der Messepoche verwendet.

### NHN-Höhen im DHHN92

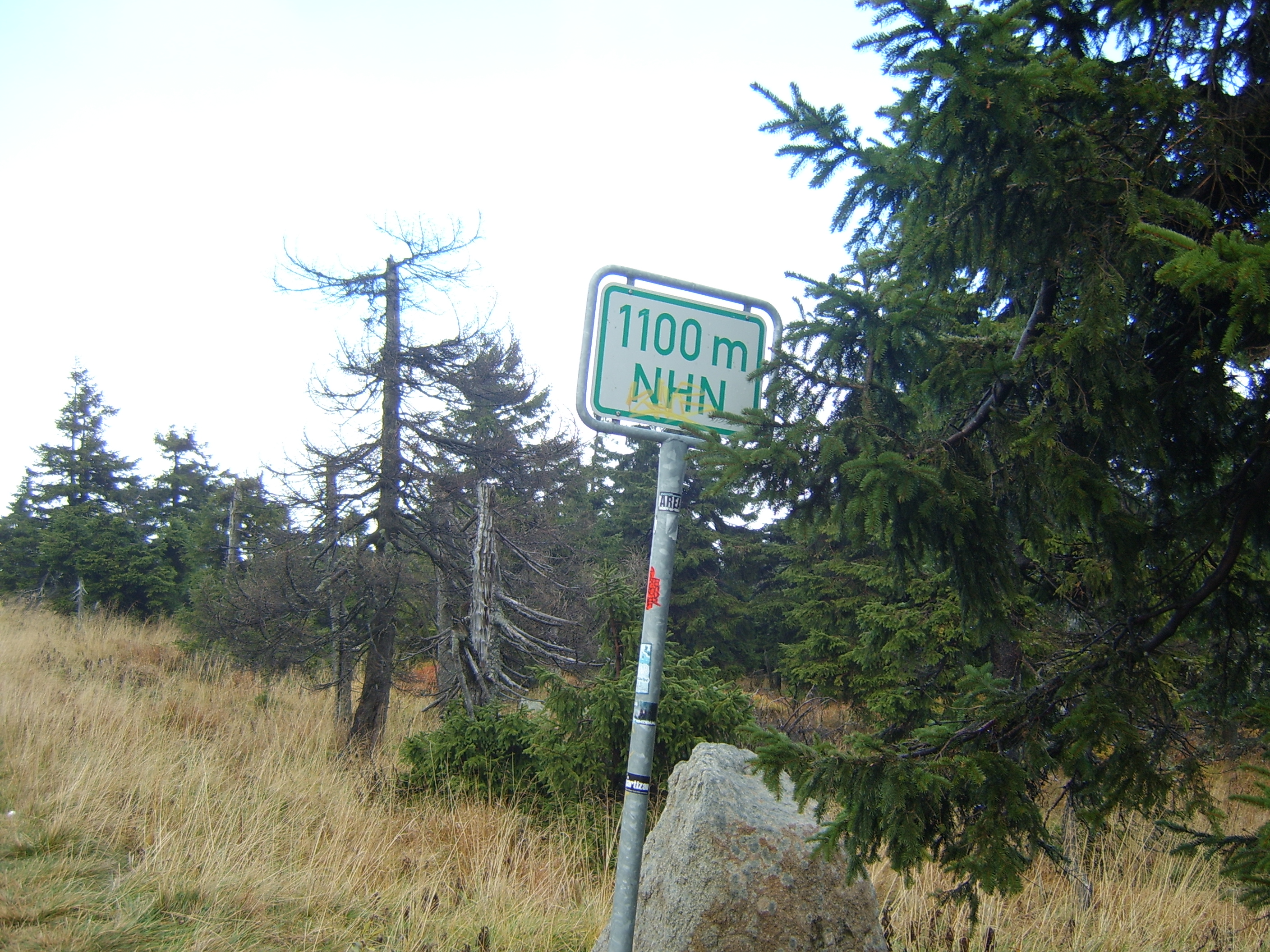
NHN-Höhenangabe im Harz an der Brockenstraße

Nach der Wiedervereinigung Deutschlands kam es auch relativ schnell zu einer Wiedervereinigung seiner Nivellementsnetze. Dazu wurden 16 Verbindungslinien zwischen den beiden Netzteilen gemessen und im Anschluss alle Messungen gemeinsam ausgewertet. Als Ergebnis entstand das Deutsche Haupthöhennetz 1992 (DHHN92). Für die Korrektur der Messwerte wurden gemessene Schwerewerte verwendet. Die Vermessungsverwaltungen der deutschen Bundesländer beschlossen, dass sich die neu berechneten Höhen wie die alten NN-Höhen auf den Pegel Amsterdam beziehen sollten. Damit haben die deutschen Höhen den gleichen Bezugspegel wie die Höhen im United European Levelling Network. Für die Höhendefinition wurden statt normal-orthometrischer Höhen die exakteren Normalhöhen ausgewählt. Um die Änderungen für die Nutzer (beispielsweise Ingenieure und Geowissenschaftler) sichtbar zu machen und Verwechslungen zu vermeiden, wurde die Bezeichnung NHN eingeführt.

#### Differenzen neue und alte Bundesländer
Durch die Umstellung änderten sich sowohl die westdeutschen als auch die ostdeutschen Höhen; erstere aufgrund der Umstellung auf Normalhöhen, letztere durch den Wechsel vom Kronstädter Pegel zum Amsterdamer Pegel. Die Abweichung der NHN-Höhen von den HN-Höhen in den neuen Bundesländern beträgt zwischen +12 cm und +15 cm (die NHN-Höhen sind größer) und ist damit wesentlich größer als die Abweichung von NHN-Höhen zu NN-Höhen in den alten Bundesländern, die im Flachland meist nur wenige Millimeter beträgt. An den Grenzen zu den neuen Bundesländern treten größere Differenzen von −5 cm bis + 4 cm auf, die durch den Einfluss der neu hinzugekommenen Messungen verursacht wurden. Eine Ausnahme bilden Punkte im Hochgebirge. Hier können sich allein aus der unterschiedlichen Berechnung der Schwerekorrektion (normal-orthometrische Höhen bzw. Normalhöhen) Differenzen im Dezimeterbereich ergeben, beispielsweise für die Zugspitze ist die NHN-Höhe 0,59 m höher als die NN-Höhe.
In Deutschland sind für das amtliche Vermessungswesen die Bundesländer zuständig. Dadurch erfolgt die Erfassung und Veröffentlichung der neuen Höhenangaben uneinheitlich. Bei DTK25-Karten wird als Höhenbezug Normalhöhennull (NHN, DHHN92) angegeben, bei DTK25-V-Karten, den eingescannten topographischen Karten, wird Höhennull (HN) bzw. Normalnull (NN) verwendet.

### NHN-Höhen im DHHN2016
Das Deutsche Haupthöhennetz 2016 (DHHN2016) wurde am 21. September 2016 von der AdV beschlossen und bis zum 30. Juni 2017 in allen Bundesländern eingeführt. Es ist Teil des Integrierten Raumbezugs 2016. Die zugrundeliegende Neuvermessung des Nivellementnetzes 1. Ordnung zwischen 2006 und 2012 hat zu Abweichungen gegenüber dem DHHN92 im Bereich von wenigen Zentimetern geführt. Größere Unterschiede im Dezimeterbereich können in Bergbaugebieten auftreten. Zur Unterscheidung von Höhen der vorherigen DHHN-Versionen bezeichnet man DHHN2016-Höhen als Höhen über Normalhöhen-Null (NHN) im DHHN2016.